# 托爾奇齊亞
49°25′41″N 30°0′46″E / 49.42806°N 30.01278°E

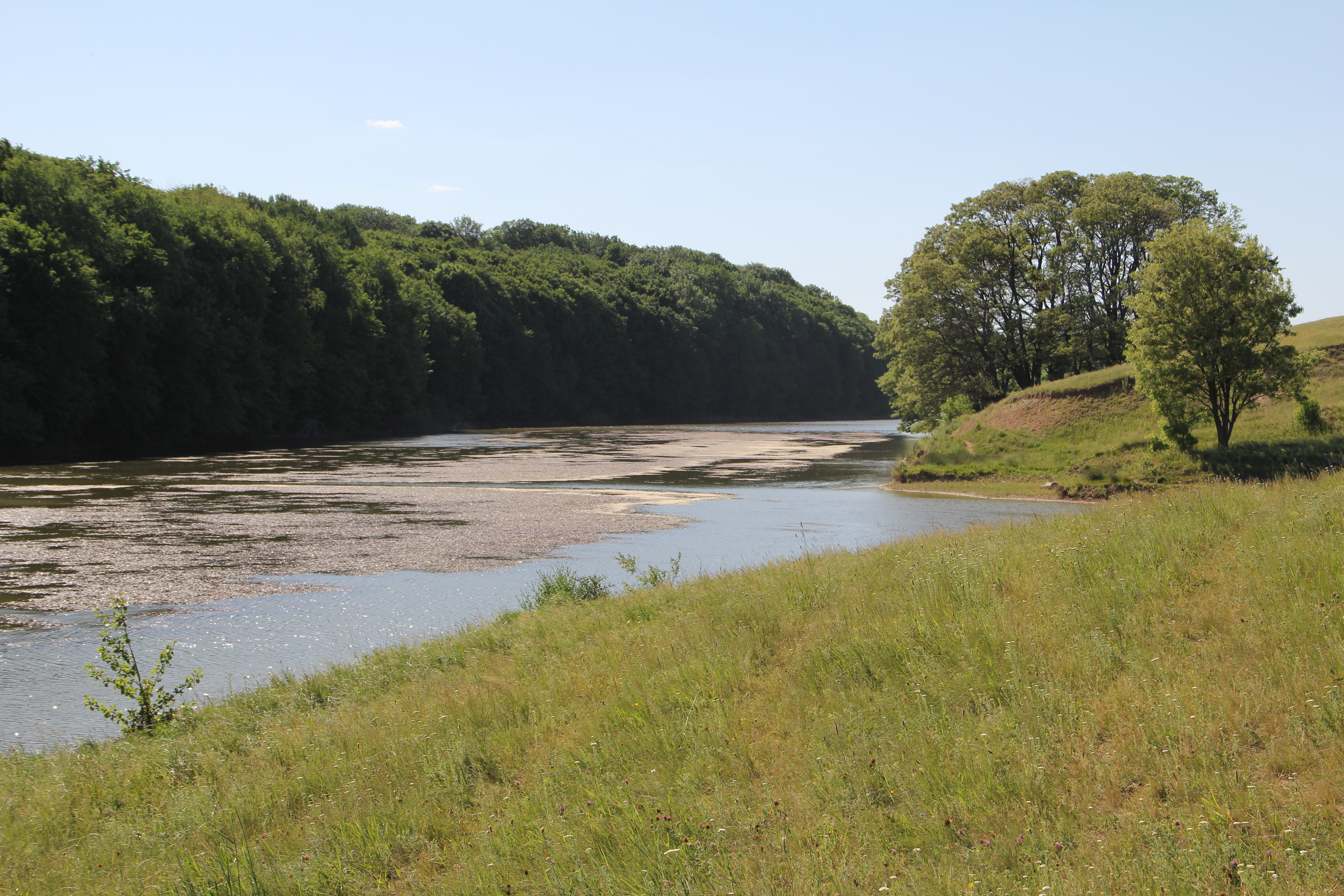

托爾奇齊亞（烏克蘭語：Торчиця）是位於烏克蘭北部的村莊，由基辅州白采爾克瓦區的斯塔維謝市鎮負責管轄。該村處於托爾茨河畔，始建於1565年，面積3.84平方公里，海拔高度196米，2001年人口765。